# Unachlorus viridis
Unachlorus viridis là một loài bọ cánh cứng trong họ Cerambycidae.